# گمینا توووویتسه
گمینا توووویتسه (به لهستانی:  Gmina Tułowice) یک گمینا در لهستان است که در شهرستان اوپوله واقع شده‌است. گمینا توووویتسه ۸۱٫۱۳ کیلومتر مربع مساحت و ۵٬۵۰۴ نفر جمعیت دارد.